# Saint-Trinit
Saint-Trinit település Franciaországban, Vaucluse megyében. Lakosainak száma 120 fő (2022. január 1.). Saint-Trinit Revest-du-Bion, Ferrassières, Aurel, Saint-Christol és Sault községekkel határos.

## Népesség
A település népessége az elmúlt években az alábbi módon változott:
| Lakosok száma | 127  | 125  | 124  | 121  | 119  | 118  | 120  | 122  | 120  |
|               | 2013 | 2015 | 2016 | 2017 | 2018 | 2019 | 2020 | 2021 | 2022 |